# Calcochloris obtusirostris
Calcochloris obtusirostris é uma espécie de mamífero da família Chrysochloridae. Pode ser encontrada na África do Sul, Zimbábue e Moçambique.